# Rotbäuchige Schwarzotter

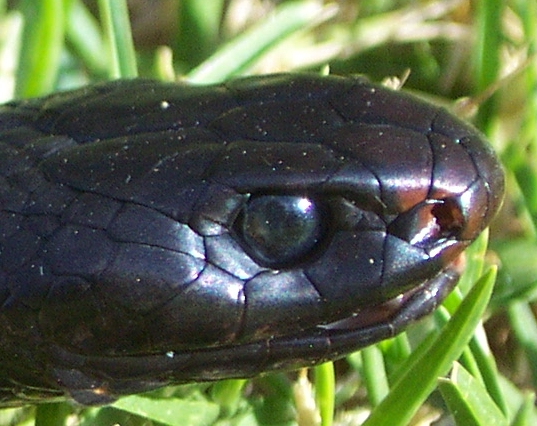
Freigelegter Giftzahn bei einer Rotbäuchigen Schwarzotter

Die Rotbäuchige Schwarzotter oder Rotbauchschwarzotter (Pseudechis porphyriacus) ist eine Schlangenart aus der Familie der Giftnattern (Elapidae). Damit ist sie nicht näher mit den eigentlichen Vipern (Viperidae) verwandt.
Die Rotbäuchige Schwarzotter hat ein glänzend schwarzes Schuppenkleid und einen roten Bauch. Sie kann bis zu 3 m lang werden und frisst kleine Frösche, Fische, Reptilien und Säugetiere.

## Verbreitung und Lebensraum
Die Rotbäuchige Schwarzotter lebt im östlichen Australien, ihr Verbreitungsgebiet reicht von Nord-Queensland bis in das südöstliche Südaustralien. Sie bevorzugt Feuchtgebiete, Grasland und bewaldete Regionen und ist an die Nähe von stehenden oder fließenden Gewässern gebunden.

## Lebensweise, Ernährung und Fortpflanzung
Die Rotbäuchige Schwarzotter ist meistens tag-, in warmen Nächten aber auch nachtaktiv. Sie kann sehr gut schwimmen und jagt vor allem Frösche und Fische, die sie entsprechend im Wasser erbeutet. Außerdem frisst sie Kleinsäuger, Eidechsen (selbst den Riesen-Stachelskink) und kleine Vögel. Sie ist lebendgebärend (vivipar), die anderen Schwarzotter-Arten sind, soweit bekannt, eierlegend (ovipar). Ein Wurf dieser Art besteht aus acht bis 40 Jungschlangen.

## Schlangengift
Das Giftsekret der Rotbäuchigen Schwarzotter enthält systemisch wirksame Myotoxine. Weiterhin sind Substanzen mit Einfluss auf die Hämostase sowie Neurotoxine enthalten. Bei einem Giftbiss können 30 bis 50 mg Gift (Trockengewicht) abgegeben werden. Im Tierversuch (Maus, s.c.) wurde eine mittlere Letaldosis von 2,52 mg/ kg ermittelt. Das Gift dieser Art wird gemeinhin als nicht sehr gefährlich für den Menschen eingeschätzt, und die Schlange gilt zudem als sehr beißfaul, tödliche Bissunfälle sind allerdings bekannt.
In 40 bis 60 % der Bissunfälle tritt beim Menschen eine Intoxikation auf. Unspezifische Allgemeinsymptome sind Kopfschmerzen, Schwindel, Übelkeit und Erbrechen. In einer Studie mit 81 Patienten, die aufgrund gesicherter Bisse von Pseudechis porphyriacus behandelt wurden, konnte in 70 % der Fälle eine systemische Intoxikation beobachtet werden. Weiterhin wurden folgende Symptome beschrieben:
- Lokalsymptomatik (96 %*)
- Koagulopathie (61 %*), mit erhöhter partieller Thromboplastinzeit
- Mytoxizität, Myolyse (12 %*), in einem Fall mit Muskelschwäche; nicht-invasive Beatmung notwendig
- Ulzeration (3,7 %)
- kein letaler Verlauf in dieser Studie

*bezogen auf die Gruppe mit systemischer Intoxikation
Als Komplikation kann eine sekundäre Schädigung der Nieren auftreten. Neurotoxische Effekte sind beim Menschen klinisch kaum signifikant, treten jedoch bei Haustieren (Hund, Katze) auf.
Zur Therapie stehen verschiedene Antivenine ('Polyvalent Snake Antivenom (Australia - New Guinea)' und 'Black Snake Antivenom' des Herstellers CSL Limited) zur Verfügung.

## Trivia
Die Weibchen des Schild-Paradiesvogels belegen mit der abgeworfenen Haut dieser Schlange den Rand ihrer Nester. Das Verhalten dient vermutlich dazu, Fressfeinde abzuschrecken.